# Jules of the Strong Heart
Jules of the Strong Heart è un film muto del 1918 diretto da Donald Crisp che ha come protagonista George Beban.
Il soggetto è tratto da un breve racconto, Jules of the Strong Heart, di William Merriam Rouse apparso sul Collier's National Weekly il 25 dicembre 1915.

## Trama
Un allegro boscaiolo franco-canadese, Jules Lemaire, arriva al campo con un bambino. Il suo amore per il piccolo suscita il rispetto di Joy Farnsworth, la figlia del caposquadra, ma anche la gelosia di Burgess, il bullo del campo. Quando gli stipendi per i boscaioli non arrivano a causa di una tempesta, Burgess ne approfitta per incitare i lavoranti allo sciopero. Poi si unisce a Jules che si è proposto per andare a recuperare il denaro delle paghe attraversando il fiume. In realtà, lo scopo di Burgess è quello di aggredire Jules, legandolo e torturandolo per farsi dare i soldi.
Intanto, al campo è arrivato uno sconosciuto che racconta a Joy come Jules si sia incaricato di curarsi del suo bambino mentre lui era in Inghilterra. La ragazza e il nuovo venuto raggiungono Lemaire, catturano Burgess e poi lo consegnano al capo-squadra. Jules e Joy, che sono innamorati, possono così dichiararsi e progettare di sposarsi.

## Produzione
Il film fu prodotto dalla Famous Players-Lasky Corporation e dalla Jesse L. Lasky Feature Play Company. Venne girato in California, a Santa Cruz.

## Distribuzione
Distribuito dalla Paramount Pictures e dalla Famous Players-Lasky Corporation, uscì nelle sale cinematografiche statunitensi il 14 gennaio 1918.